# Cewice (gmina)
Cewice – gmina wiejska w województwie pomorskim, w powiecie lęborskim. W latach 1975–1998 gmina położona była w województwie słupskim.
Siedziba gminy to Cewice.
Według danych z 31 grudnia 2011 gminę zamieszkiwało 7371 osób. Natomiast według danych z 31 grudnia 2017 roku gminę zamieszkiwało 7545 osób.

## Struktura powierzchni
Według danych z roku 2002 gmina Cewice ma obszar 187,86 km², w tym:
- użytki rolne: 31%
- użytki leśne: 59%

Gmina stanowi 26,57% powierzchni powiatu.

## Historia
Gmina Cewice powstała po II wojnie światowej (1945) na terenie tzw. Ziem Odzyskanych (tzw. III okręg administracyjny – Pomorze Zachodnie). 25 września 1945 roku gmina – jako jednostka administracyjna powiatu lęborskiego – została powierzona administracji wojewody gdańskiego, po czym z dniem 28 czerwca 1946 roku weszła w skład woj. gdańskiego. Nazwa gminy pochodzi od wsi Cewice, lecz siedzibą władz gminy była Łebunia.
Według stanu z 1 lipca 1952 roku gmina była podzielona na 11 gromad: Bochowo, Bukowina, Cewice, Karwica, Krępkowice, Łebunia, Małoszyce, Maszewo, Osowo, Siemirowice i Unieszyno. Gmina została zniesiona 29 września 1954 roku wraz z reformą wprowadzającą gromady w miejsce gmin. Jednostkę o podobnym składzie przywrócono 1 stycznia 1973 roku wraz z kolejną reformą reaktywującą gminy.

## Demografia

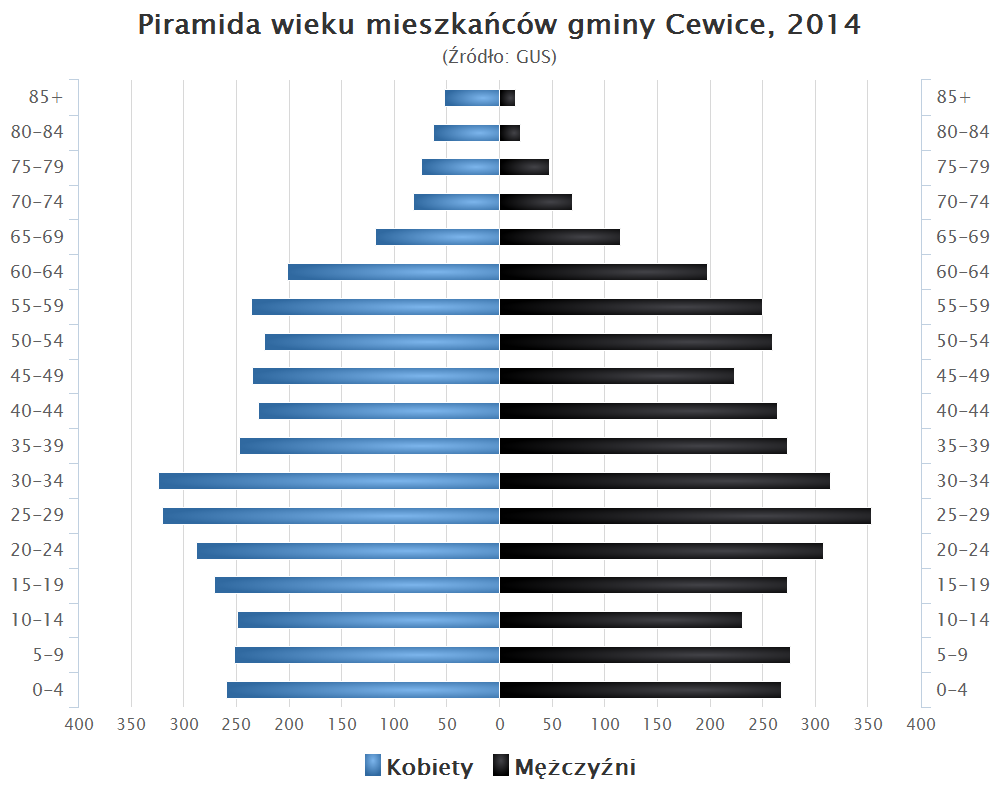
Piramida wieku mieszkańców gminy Cewice w 2014 roku

Dane z 30 czerwca 2004:
| Opis                              | Ogółem | Ogółem | Kobiety | Kobiety | Mężczyźni | Mężczyźni |
| --------------------------------- | ------ | ------ | ------- | ------- | --------- | --------- |
| jednostka                         | osób   | %      | osób    | %       | osób      | %         |
| populacja                         | 6995   | 100    | 3425    | 49      | 3570      | 51        |
| gęstość zaludnienia (mieszk./km²) | 37,2   | 37,2   | 18,2    | 18,2    | 19        | 19        |

## Przyroda
Na terenie gminy, w leśnictwie Maszewo (oddział 36d) rośnie jeden z najstarszych w kraju i  największych w województwie dębów – Świętopełk, mający w 2016 roku około 640 lat. Drzewo miało obwód 770 cm, a wysokość 22 m (w 2010). Pień ma liczne ślady po wyłamanych konarach, a także od uderzeń piorunów. Do dębu prowadzi ścieżka edukacyjno-przyrodnicza. Na obszarze gminy jest położony także rezerwat przyrody Karwickie Źródliska oraz Żelazińska Góra.

## Sołectwa[14]
1. Bukowina
2. Cewice
3. Karwica
4. Łebunia
5. Maszewo Lęborskie
6. Osiedle na Skarpie
7. Oskowo
8. Osowo Lęborskie
9. Pieski
10. Popowo
11. Siemirowice
12. Unieszyno

## Sąsiednie gminy
Czarna Dąbrówka, Lębork, Linia, Łęczyce, Nowa Wieś Lęborska, Potęgowo, Sierakowice